# Urban Dance Verband Österreich
Der Urban Dance Verband Österreich (UDVÖ) ist der in Österreich offizielle Verband für Urban Dance im Tanzsport. Dies umfasst insbesondere Breaking, welches 2024 Teil der Olympischen Spiele in Paris war.

## Geschichte
Der UDVÖ wurde 2020 als Verband mit Sitz in Wien gegründet. Die Gründungsmitglieder waren Markus Eggensperger, Manuel Pöltl und Klaus Höllbacher. Der erste Präsident des Verbandes war Jaekwon (Youngung Sebastian Kim), die Stellvertreter waren Lockalita (Racquel del Rosario), Anita Rostiges und Klaus Höllbacher. 
Seit 2022 leitet Klaus Höllbacher den Verband.

## Präsidium
- Präsident Klaus Höllbacher[2]
- Vizepräsidentin Rebekka Saurwein
- Finanzreferent Nikolaus Kleemann
- Schriftführer Fabio Rosas Rondinelli

## Verbandsstruktur und Zugehörigkeiten
Der UDVÖ ist seit Ende 2022 als Verband Mitglied im ÖTSV (Österreichischen Tanzsportverband), somit auch Mitglied im WDSF (Word Dance Sport Federation) und als olympischer Verband auch Mitglied im ÖOC (Österreichisches Olympisches Komitee).